# Río abajo
Río abajo és una pel·lícula espanyola en coproducció amb els Estats Units i Austràlia de 1984 dirigida per José Luis Borau.

## Sinopsi
Tracta d'històries dels personatges que viuen al voltant de la frontera de Mèxic amb Texas. Guardías de frontera, emigrants, prostitutes.
Tot el que hi passa és totalment real. Els personatges són inventats, però aquest grup humà existeix a la frontera entre Mèxic i els Estats Units. Són històries sobre aquest grup de gents que viuen al costat d'aquesta ratlla divisòria: contrabandistes, policies, prostitutes. Un món que neix i viu a la calor de la política artificial que crea una frontera.
José Luis Borau afirmava que no era partidari de les fronteres ni de les nacionalitats. Les fronteres només delimiten els interessos humans i els egoismes polítics. Per tant, la pel·lícula és un al·legat contra les fronteres. La història de Riu avall narra el xoc polític i cultural d'uns personatges que viuen a banda i banda de la frontera. Una prostituta mexicana (Victoria Abril) viu una història d'amor amb un gringo (Jeff Delger) a les fronteres d'entre Texas) i Mèxic.

## Repartiment
- David Carradine - Bryant
- Scott Wilson - Mitch
- Victoria Abril - Engracia
- Jeff Delger - Chuck
- Paul Richardson - Jonathan
- Sam Jaffe - El Gabacho

## Premis
- 29a edició dels Premis Sant Jordi de Cinematografia: Premi a ls millor actriu espanyols (Victoria Abril)[6]